# Lila Ripoll
Lila Ripoll (Quaraí, 12 de agosto de 1905 – Porto Alegre, 7 de fevereiro de 1967) foi uma poetisa, pianista e militante comunista brasileira.

## Biografia
De origem catalã, em 1927, aos vinte e dois anos, Lila Ripoll deixou sua cidade natal e se mudou para Porto Alegre para estudar piano no Conservatório de Música, do então Instituto Livre de Belas Artes, atualmente Instituto de Artes da Universidade Federal do Rio Grande do Sul (UFRGS). Como estudante, ela publicou poemas na Revista Universitária.
Em 1930, ela se tornou professora de Canto Orfeônico no Grupo Escolar Venezuela, hoje Escola Estadual Venezuela, no bairro Medianeira. Foi nesse período que se aproximou de escritores e intelectuais gaúchos como Reinaldo Moura, Manuelito de Ornelas, Dyonélio Machado, Carlos Reverbel e Cyro Martins, os quais compõem a chamada Geração de 30.
Em 1934, com o assassinato de seu primo Waldemar Ripoll, jornalista e membro do Partido Libertador, por ordem de pessoas ligadas a Flores da Cunha, Lila Ripoll decidiu se engajar na luta política e na causa comunista. Ela participou da Frente Intelectual do Partido Comunista Brasileiro (PCB) e do Sindicato dos Metalúrgicos, de cujo departamento cultural foi diretora.
Em 1938, Ripoll publicou seu livro de estreia, De Mãos Postas, o qual foi bem recebido pela crítica. Três anos depois, veio Céu Vazio, vencedor do Prêmio Olavo Bilac, da Academia Brasileira de Letras. Em 1944, Lila desposou Alfredo Luís Guedes, também militante político. Com a legalização do Partido Comunista, no ano seguinte, passou a lutar mais ativamente pelas reivindicações dos operários e, simultaneamente, publicou textos na revista A Província de São Pedro. Também se encontra colaboração da sua autoria na revista luso-brasileira Atlântico.
Em 1949, Lila Ripoll ficou viúva e, mesmo deprimida, continuou a se engajar na militância política e em campanhas pacifistas. Foi candidata a deputada pelo Partido Comunista em 1950, mas não foi eleita. Em 1951, colaborou na revista Horizonte publicando poetas latino-americanos como Pablo Neruda e Gabriela Mistral. No mesmo ano, publicou Novos Poemas, que lhe outorgou o Prêmio Pablo Neruda da Paz, em Praga, na Tchecoslováquia. Em 1954, o longo poema Primeiro de Maio, que tem como tema o massacre ocorrido no Dia do Trabalhador na cidade de Rio Grande, foi publicado. Em 1958, sua única peça teatral, Um Colar de Vidro, foi apresentada no Theatro São Pedro.
Em 1964, logo após o golpe militar, Lila Ripoll foi presa, mas rapidamente libertada em função de sua saúde — sofria de um estado avançado de câncer. Sua última obra poética foi Águas Móveis (1965). Faleceu em Porto Alegre, aos sessenta e um anos, e seu corpo foi enterrado por seus companheiros partidários no Cemitério da Santa Casa de Misericórdia.

## Prêmio Lila Ripoll
Em homenagem à poetisa, criou-se em 2005 o Prêmio Lila Ripoll de Poesia, promovido pela Assembleia Legislativa do Rio Grande do Sul. O prêmio é aberto a todas as pessoas que desejarem se expressar sobre temas vinculados às causas sociais e ao gênero.

### Poesia
- e Mãos Postas (1938);
- Céu Vazio (1941);
- Por quê? (1947);
- Novos Poemas (1951);
- Primeiro de Maio (1954);
- Poemas e Canções (1957);
- O Coração Descoberto (1961);
- Águas Móveis (1965);

### Teatro
- Um Colar de Vidro (1958);

### Traduções
- Canto da Camponesa (1942), de Orfila Bardesio;
- Um Poeta (1951), de Nazım Hikmet;
- Balada para o que Cantou no Suicídio (1951), de Louis Aragon;